# Santana Petroff
André Santana Pitra "Petroff" (Cabinda, 22 de Novembro de 1939) é um advogado, comandante policial e político angolano. Foi o primeiro comandante da Polícia Nacional quando Angola tornou-se independente.
Enquanto comandante da Polícia Nacional, foi o idealizador e fundador do Grupo Desportivo Interclube (GDI) em 1976. Em 1978 deixa o GDI e o comando policial para servir como governador provincial do Huambo até 1982.
Fez parte da primeira turma de ingressantes em direito pela Universidade Agostinho Neto no pós-independência nacional, em 1979, sendo colega de turma de Dino Matrosse.
Foi ministro angolano do Interior entre 1992 e 1997, no governo de José Eduardo dos Santos. Em seguida foi indicado ao Conselho Presidencial da República de Angola.
Foi, entre 2002 e 2017, Presidente da Comissão Nacional Intersetorial de Desminagem e Assistência Humanitária (CNIDAH).
Em 2018 foi nomeado administrador para a Área de Segurança da Endiama e reconduzido ao Conselho Presidencial da República de Angola.